# Мильх, Клара
Клара Мильх (нем. Klara Milch, 24 мая 1891 — 13 июля 1970) — австрийская пловчиха, призёр Олимпийских игр.
Клара Мильх родилась в 1891 году в Измире (Османская империя). В 1912 году на Олимпийских играх в Стокгольме она завоевала бронзовую медаль в эстафете 4×100 м вольным стилем; также она приняла участие в соревнованиях на дистанции 100 м вольным стилем, но не завоевала медалей.